# Pteroplatus pulcher
Pteroplatus pulcher är en skalbaggsart som beskrevs av Jean Baptiste Lucien Buquet 1840. Pteroplatus pulcher ingår i släktet Pteroplatus och familjen långhorningar. Inga underarter finns listade i Catalogue of Life.